# Katholische Universität Brüssel
Die Katholieke Universiteit van Brussel (Abkürzung KUB, deutsch Katholische Universität Brüssel) war eine niederländischsprachige katholische Universität  in Brüssel.
Die 1969 gegründete KUB war eine der kleineren Universitäten im Land. Träger war die Regierung von Flandern.
Die Universität war ab 2007 Teil der neu gegründeten Hochschule-Universität Brüssel. 2013 wurde die KUB aufgelöst.